# Anophthalmus heteromorphus
Anophthalmus heteromorphus is een keversoort uit de familie van de loopkevers (Carabidae). De wetenschappelijke naam van de soort is voor het eerst geldig gepubliceerd in 1923 door J. Muller.